# Deutschösterreichische Volkspartei
Die Deutschösterreichische Volkspartei war eine Kleinstpartei in der Ersten Republik Österreichs. 1920 trat sie unter der Bezeichnung Christlichnationale Einheitsliste zur Wahl an.

## Geschichte
Vor dem Ersten Weltkrieg war es immer wieder zu Konflikten zwischen dem katholischen Arbeiterjugendführer Anton Orel und der Christlichsozialen Partei (CS) gekommen. Orel war Vertreter eines radikalen christlichen Antisemitismus. Als sich die Christlichsozialen gegen Kriegsende dafür entschieden, die junge Republik anzuerkennen, trennte sich Orel von der Partei, der er vorwarf eine schrankenlose „Judenherrschaft“ zu befördern.
Daher gründete Orel am 16. November 1918 die christlich-antisemitische Deutschösterreichische Volkspartei. Formal zwar nicht monarchistisch, strebte sie doch eine Wiederherstellung des Habsburgerreichs an. Ideologisch und programmatisch bestimmend waren die konservativ-romantischen Ideen Orels, der in der Tradition von Karl von Vogelsang stehend, die Rückkehr zu einer idealisiert vorgestellten mittelalterlichen Gesellschaftsordnung anstrebte. Durch Abkehr vom christlichen Glauben sei der Kapitalismus entstanden, der zu einer Trennung von Besitz und Arbeit, Recht und Pflicht geführt, und Klassen an Stelle der Stände gesetzt habe. Dadurch würde Gewinnsucht gefördert und die gemeinschaftlichen Beziehungen in der Gesellschaft zerstört. Verantwortlich für diese Missstände war für Orel das Judentum. Daher strebte die Partei die Errichtung eines antikapitalistischen Ständestaats mit „wahrer christlicher Gesellschaftsordnung“ an. Entsprechend forderte sie eine Bodenreform, um jeder Familie den Erwerb von Grund und Heim zu ermöglichen. Die industrieller Produktion solle zugunsten kleinerer selbständiger Produzenten eingestellt werden. Gemeinsam mit der gesellschaftlichen Reform solle auch eine christliche Selbsterneuerung der Menschen einhergehen.
Die Positionen der Partei wurden über Flugblätter und das Parteiorgan, das Wochenblatt Der Volkssturm, verbreitet. Die Partei blieb zwar klein, ihre Ideen zur sozialen Fragen übten aber in einen gewissen Einfluss auf christlichsoziale Kreise aus. Die Bestrebungen ein gemeinsames Wahlbündnis unter dem Namen Einig gegen Juda zu bilden, scheiterten am Widerstand der Wiener CS.
Bei den Wahlen war die Partei nicht erfolgreich. Bei der Wahl zur Konstituierenden Nationalversammlung am 16. Februar 1919 erzielte sie nur 1645 Stimmen. Bei der Nationalratswahl am 19. Juni 1920 stimmten immerhin 4558 Wahlberechtigte für die Partei, die diesmal unter dem Namen Christlichnationale Einheitsliste angetreten war. Beide Male reichte das Ergebnis nicht für ein Nationalratsmandat.
Am 22. Februar 1922 löste sich die Partei auf und ihre Mitglieder traten der CS bei. Orel gründete zur Weiterverbreitung seiner politischen Ideen den Karl-Vogelsang-Bund und blieb für wenige Jahre bei der CS. Sein enger Mitstreiter Franz Stöger konnte sich in der CS behaupten und brachte es nach dem Zweiten Weltkrieg 1946 zum ÖVP-Bezirksvorsteher von Wieden.

## Belege
1. 1 2 3 4  Ernst Joseph Görlich: Ein Katholik gegen Dollfuß-Österreich. Das Tagebuch des Sozialreformers Anton Orel. In: Mitteilungen des Österreichischen Staatsarchivs. Band 26. Wien 1973, S. 379 (Digitalisat online auf hungaricana.hu).
2. ↑  Ernst Joseph Görlich: Ein Katholik gegen Dollfuß-Österreich. Das Tagebuch des Sozialreformers Anton Orel. In: Mitteilungen des Österreichischen Staatsarchivs. Band 26. Wien 1973, S. 385 (Digitalisat online auf hungaricana.hu).